# Isolde

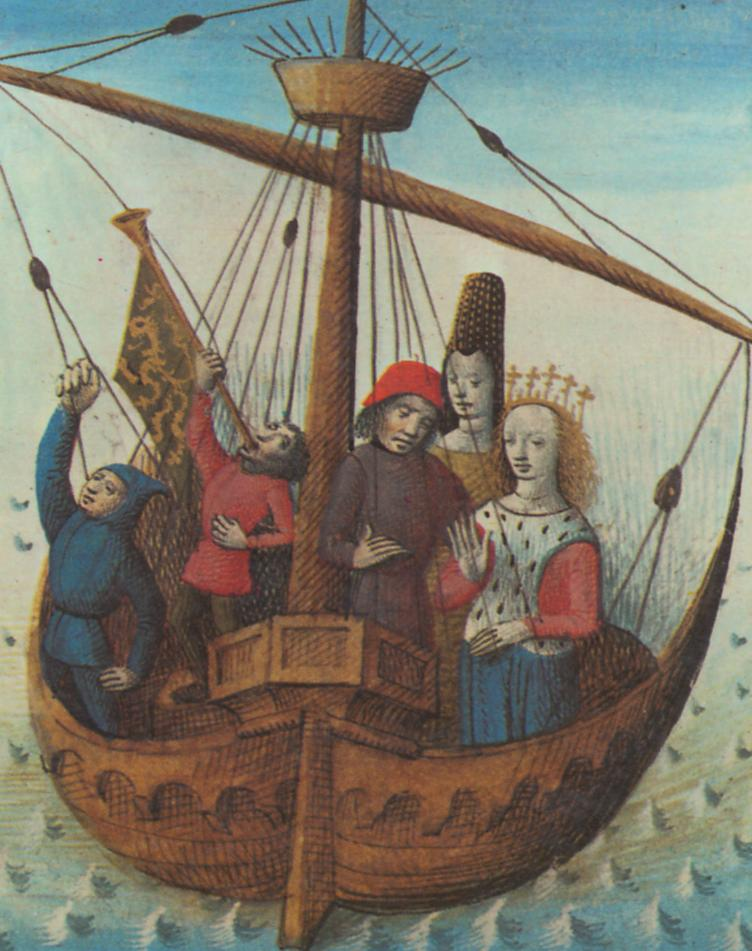
Isolde, die Braut Tristans, Leitfigur des Namens (Miniatur, 1450/1500, Musée Condé, Chantilly)

Isolde, auch Isolda, ist ein weiblicher Vorname.

## Herkunft und Bedeutung
Die Etymologie des Namens Isolde ist nicht gesichert. Diskutiert wurde ein germanischer Ursprung von den hypothetischen altfränkischen Namen Ishild oder Iswalta als Zusammensetzung aus isan, Eisen, mit hiltja‚ Kampf oder auch waltan, besitzen. Dem stehen andere Autoren entgegen, die sich aufgrund der geographischen Herkunft der Tristan-Sage für eine inselkeltische Etymologie aussprechen und dafür die seit dem 6. Jahrhundert belegten Namen kornisch Eselt sowie den kymrischen Namen Isoldes in den Walisischen Triaden, Esyllt, ins Feld führen. In diesem Zusammenhang wird darauf verwiesen, dass auch ein keltischer Name auf ein germanisches Vorbild zurückgehen könnte. Für den germanischen Ursprung spricht auch, dass Isoldes Vater Gurmun einen germanischen (vandalischen) Namen trägt.

### Tristan-Sage
Isolde von Irland ist die Titelheldin des höfischen Romans von Tristan und Isolde. Der Drachentöter Tristan wirbt Isolde als Braut für König Marke von Kurnewale (im französischen Tristan-Stoff Cornouaille von lat. 'Cornu Galliae'; damit gemeint sein könnte Cornwall oder die ebenfalls als Cornu Galliae bezeichnete Bretagne.) Aufgrund tragischer Verstrickungen und eines versehentlich gemeinsam eingenommenen Liebestranks verlieben sich beide ineinander. Im Laufe des Romans werden sie voneinander getrennt. Tristan lernt in der Fremde Isolde Weißhand kennen und heiratet diese, weil sie ihn an „seine“ Isolde erinnert. Isolde lebt indessen bekümmert bei König Marke. Nach einem Kampf zu Tode verwundet, lässt Tristan die heilkundige Isolde zu sich rufen. Sie kommt, um ihn zu retten, doch kurz vor ihrer Ankunft nimmt sich Tristan das Leben. Als Isolde den Sterbenden sieht, bringt auch sie sich um, indem sie sich in Tristans Schwert stürzt.
Die Geschichte von Isoldes Treue bis in den Tod wurde seit dem hohen Mittelalter in zahlreichen Bearbeitungen überliefert, unter anderem in der Oper Tristan und Isolde von Richard Wagner.

## Namenstage
Die Namenstage sind der 23. August und 24. August.

## Varianten
- urgermanisch Ishild[4]
- mittelhochdeutsch Isold, Isalde
- französisch Iseult, Yseult[4] aus altfranzösisch Iseut[4]
- italienisch Isotta
- keltische Sprachen: Ysolt,[4] kornisch Eseld,[4] walisisch Esyllt, Essyllt[4]
- polnisch Izolda[4]
- international: Isolda

## Namensträgerinnen (beide Formen)
- Isolde Ahlgrimm (1914–1995), österreichische Cembalistin
- Isolde Beidler (1865–1919), Tochter von Richard und Cosima Wagner
- Isolda Dychauk (* 1993), deutsche Schauspielerin
- Isolde Eisele (* 1953), deutsche Ruderin
- Isolde Heyne (1931–2009), deutsche Schriftstellerin
- Isolde Holderied (* 1966), deutsche Rennfahrerin
- Isolde Kostner (* 1975), italienische Skirennläuferin
- Isolde Kurz (1853–1944), deutsche Schriftstellerin
- Isolde Liebherr (* 1949), Unternehmerin
- Isolde Ohlbaum (* 1953), deutsche Fotografin
- Isolde Oschmann (* 1913), deutsche Politikerin
- Isolde Ries (* 1956), deutsche Politikerin
- Isolde Saalmann (* 1943), deutsche Politikerin
- Isolde Schaad (* 1944), Schweizer Schriftstellerin
- Isolde Schmitt-Menzel (1930–2022), deutsche Grafikerin und Autorin